# Арбен Джафері
Арбен Джафері (алб. Arbën Xhaferi, мак. Арбен Џафери; нар. 24 січня 1948, Тетово — пом. 15 серпня 2012, Скоп'є) — політик Північної Македонії албанського походження.
Він вивчав філософію у Белградському університеті. Джафері працював журналістом, на теле і радіо станціях у Косові, де він також був редактором культурної програми у Приштині у 1990. У 1994 році він був вперше обраний членом Зборів Північної Македонії від Партії демократичного процвітання, куди входив до своєї смерті.
З 1995 по 1997 він був лідером ПДП, став одним із засновників Демократичної партії албанців у червні 1997 року, створеної у результаті злиття Партії демократичного процвітання албанців і Народно-демократичної партії. Джафері очолював ДПА до 2007. Він був одним із підписантів Охридської угоди, яка була підписана 13 серпня 2001 між двома найбільшими слов'янськими та двома основними албанськими партіями Північної Македонії після конфлікту. При підписанні угоди він вимовив свою промову албанською мовою, для того, щоб підкреслити домовленості у Конвенції прав.
У червні 2007 року Джафері подав у відставку з посади голови ДПА через діагностовану у нього хворобу Паркінсона і передав цю посаду заступнику голови партії Мендуху Тачі. На початку серпня 2012 він переніс інсульт і помер через тиждень.